# Фрёлих, Пауль
Па́уль Фрёлих (нем. Paul Frölich; 7 августа 1884, Лейпциг — 16 марта 1953, Франкфурт-на-Майне) — немецкий журналист и публицист, левый политик.

## Биография
Родился в рабочей семье. В 1902 году вступил в СДПГ. Был учеником и другом Розы Люксембург. В 1918 году был одним из основателей Коммунистической партии Германии. Входил в Исполком Коммунистического интернационала, был делегатом Третьего конгресса Коминтерна. В 1928 году был исключен из партии. Был лидером Коммунистической партии — оппозиции, а затем Социалистической рабочей партии Германии.
С приходом к власти нацистов в 1933 году был помещён в концентрационный лагерь Лихтенбург. В 1934 году бежал в Чехословакию, а затем переехал в Париж. После оккупации Франции нацистами эмигрировал в США, где оставался до конца Второй мировой войны, затем вернулся в Западную Германию. Написал биографию Розы Люксембург. Его верной соратницей и впоследствии супругой была социалистка Рози Вольфштейн.

## Труды
- Der Weg zum Sozialismus, Hamburg, 1919
- Die syndikalistische Krankheit, o.O., 1919
- Die Bayerische Räterepublik. Tatsachen und Kritik, o.O. 1920
- Eugen Leviné, o.O., 1922 (под псевдонимом P. Werner)
- 10 Jahre Krieg und Bürgerkrieg. Bd.1: Der Krieg, Berlin, 1924
- Dantons Reden, Berlin, 1926
- Rosa Luxemburgs Reden, Berlin, 1928
- Die deutsche Sozialdemokratie. Vierzehn Jahre im Bunde mit dem Kapital, Berlin, 1928
- Der Berliner Blut-Mai, Berlin, o.J. (vermutl. 1929 oder 1930)
- Was will die SAP?, Berlin, 1932
- Rosa Luxemburg. Gedanke und Tat, Paris, 1939
- Zur Krise des Marxismus, Hamburg, 1949
- Vom Wege zum Sozialismus, Stuttgart 1952 (erschienen im Funken, April 1952)
- 1789 — Die große Zeitenwende. Von der Bürokratie des Absolutismus zum Parlament der Revolution (Aus dem Nachlass), Frankfurt am Main, 1957
- Beiträge zur Analyse des Stalinismus. Zwei unveröffentlichte Manuskripte aus dem Nachlass. In: Claudio Pozzoli (Hg.): Jahrbuch Arbeiterbewegung. Bd. 4., Frankfurt am Main, 1976, S. 141—155, ISBN 3-436-02392-2